# Gare de Remiremont
La gare de Remiremont  est une gare ferroviaire française de la ligne d'Épinal à Bussang, située sur le territoire de la commune de Remiremont, dans le département des Vosges, en région Grand Est.
Elle est mise en service en 1864, par la Compagnie des chemins de fer de l'Est, et devient une gare terminus en 1989, après la fermeture de la section de Remiremont à Bussang.
C'est une gare de la Société nationale des chemins de fer français (SNCF), desservie par le TGV et des trains TER Grand Est.

## Situation ferroviaire

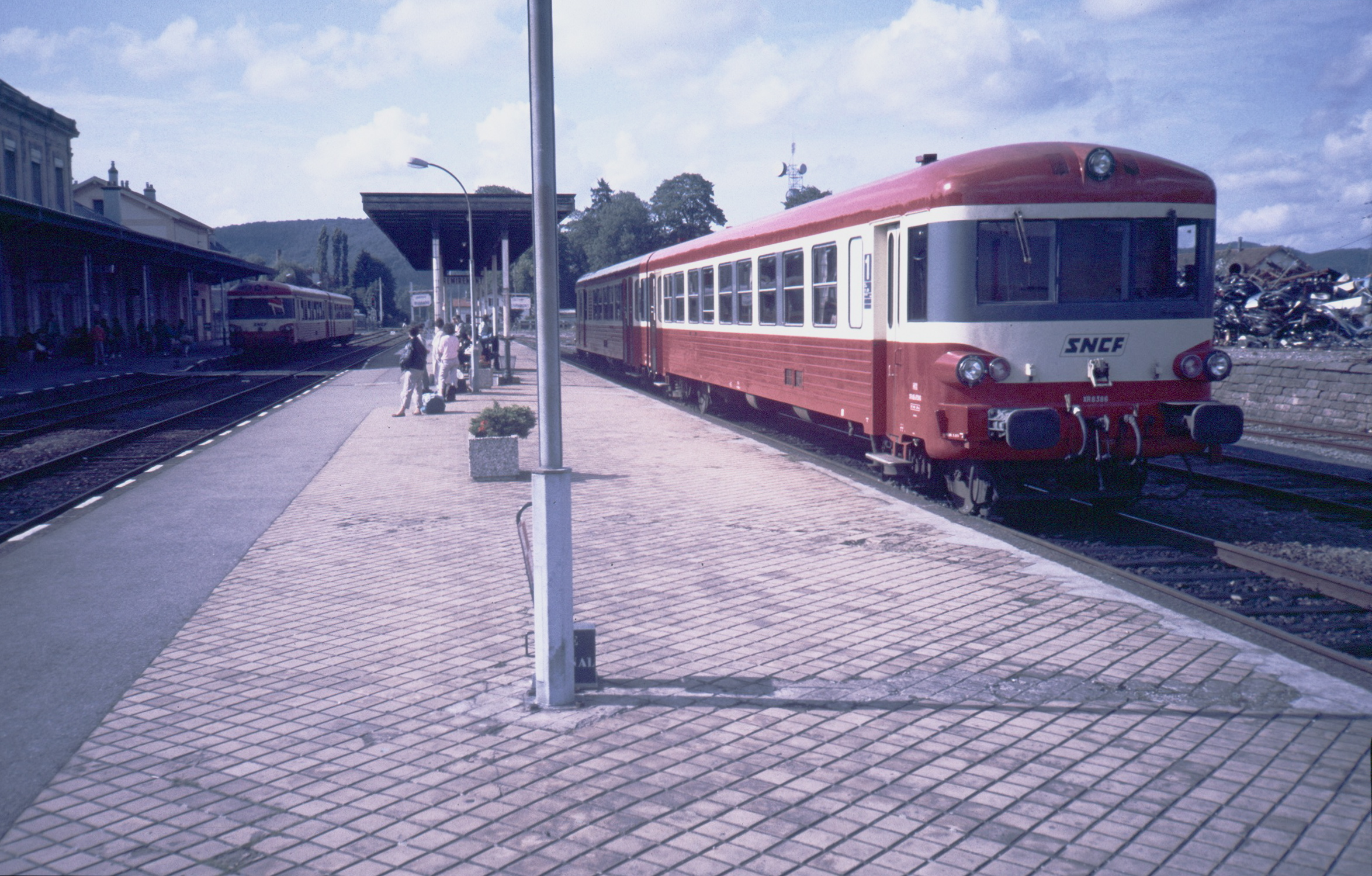
La gare en 1987.

Ancienne gare de bifurcation, la gare de Remiremont est située au point kilométrique (PK) 27,252 de la ligne d'Épinal à Bussang, entre les gares de Saint-Nabord et de Vecoux (fermée). Elle était également l'origine de la ligne de Remiremont à Cornimont (déclassée) et une gare d'échange avec le Tramway de Remiremont à Gérardmer (fermé et disparu). La gare est devenue le terminus de la ligne depuis que la section qui rejoignait l'ancien terminus de Bussang, ait été déclassée le 15 novembre 1993 du PK 27,607 au PK 60,302 (ancienne fin de ligne), à la suite de quoi les installations ont été déposées et la plate-forme transformée en voie verte des Hautes-Vosges. Son altitude est de 389 m.

## Histoire

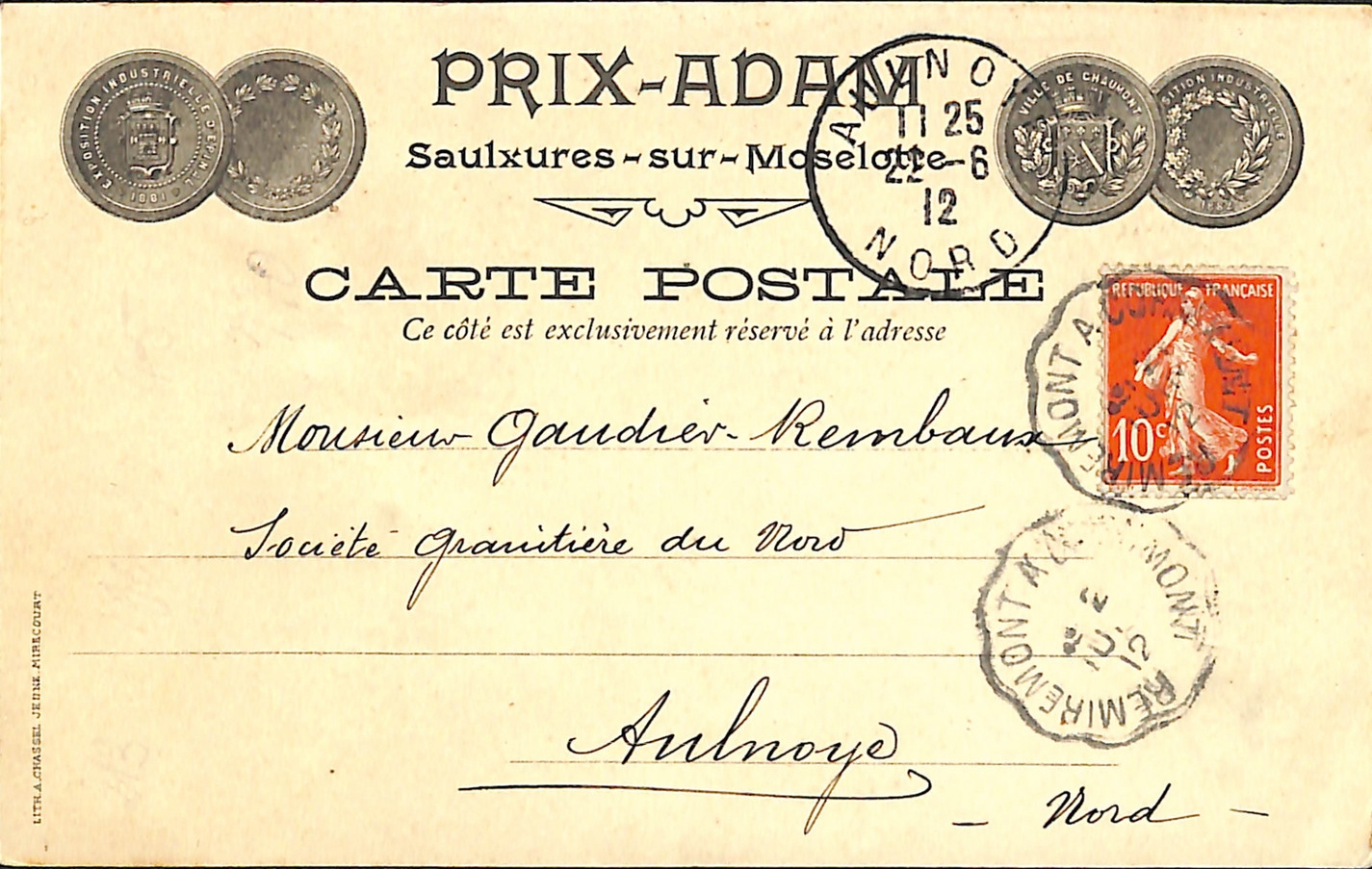
Carte postale comportant le timbre à date crénelé d'ambulant postal sur ligne de Remiremont à Cornimont daté de 1912.

La gare a accueilli son premier train le 10 novembre 1864 avec l'ouverture de la première partie de la ligne Épinal - Bussang.
En 1872, les installations marchandises sont complétées avec un pont-bascule de 20 tonnes établi sur la voie du quai à bois, la construction d'un abri pour paille et la reconstruction de la halle à coton détruite par un incendie. On note également la création d'une voie d'embranchement avec la nouvelle filature de l'entreprise Alexandre et Schwartz Frères.
Le 6 septembre 1879, la ligne Remiremont - Cornimont est mise en service, cela permet d'aller dans la vallée de la Moselotte. Le 7 novembre de la même année, la deuxième partie de la ligne Épinal - Bussang ouvre jusqu'à Saint-Maurice-sur-Moselle au pied du ballon d'Alsace en remontant la Moselle.
Le 18 novembre 1891, la dernière partie de cette ligne est mise en service jusqu'à Bussang non loin de la source de la Moselle.

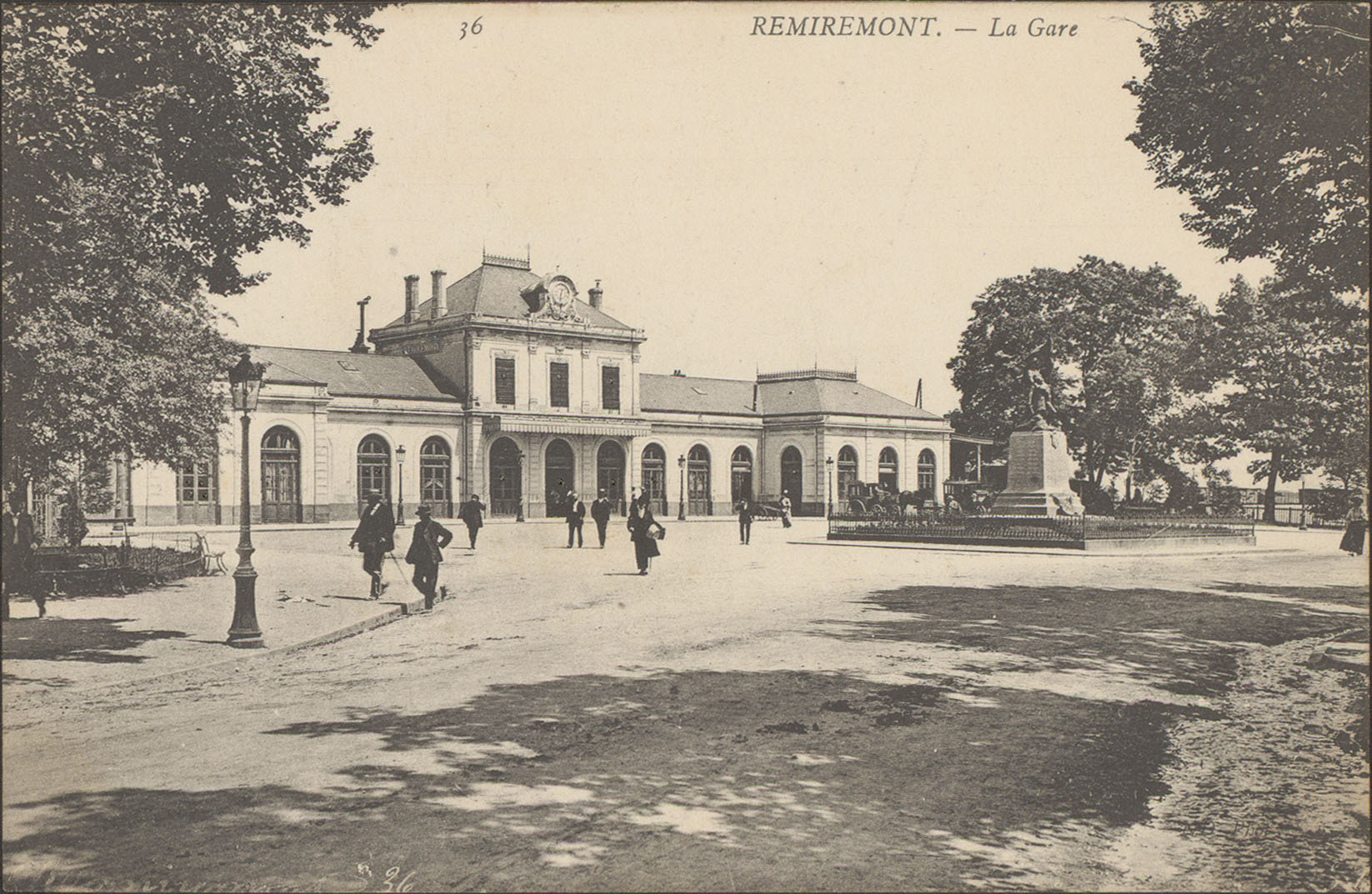
Gare de Remiremont, début XXe siècle

Le 13 août 1900, le tramway de Remiremont à Gérardmer est ouvert au service voyageur. Mais cette ligne fermera très vite, le 31 mars 1935. En plus du service voyageur, de la marchandise en provenance d'Épinal ou de Nancy était transbordé des wagons à écartement normale à ceux de voie métrique.
Au temps de la traction à vapeur, la gare bénéficiait d'une annexe du dépôt d'Épinal. Les locomotives qui y transitaient était du type 130 B et 230 B.
Contrairement à la gare d'Épinal, la gare de Remiremont fut épargnée par les bombardements de la Seconde Guerre mondiale.
Les services voyageurs vers Cornimont et Bussang ainsi que le service fret en gare de Remiremont disparaissent avec les fermetures de la ligne Remiremont - Cornimont et de la ligne Remiremont - Bussang le 28 mai 1989. Seuls quelques trains de fret chargés de pierres (granit et marbre) passaient à Remiremont pour se rendre à Vagney jusqu'au 27 septembre 1992.

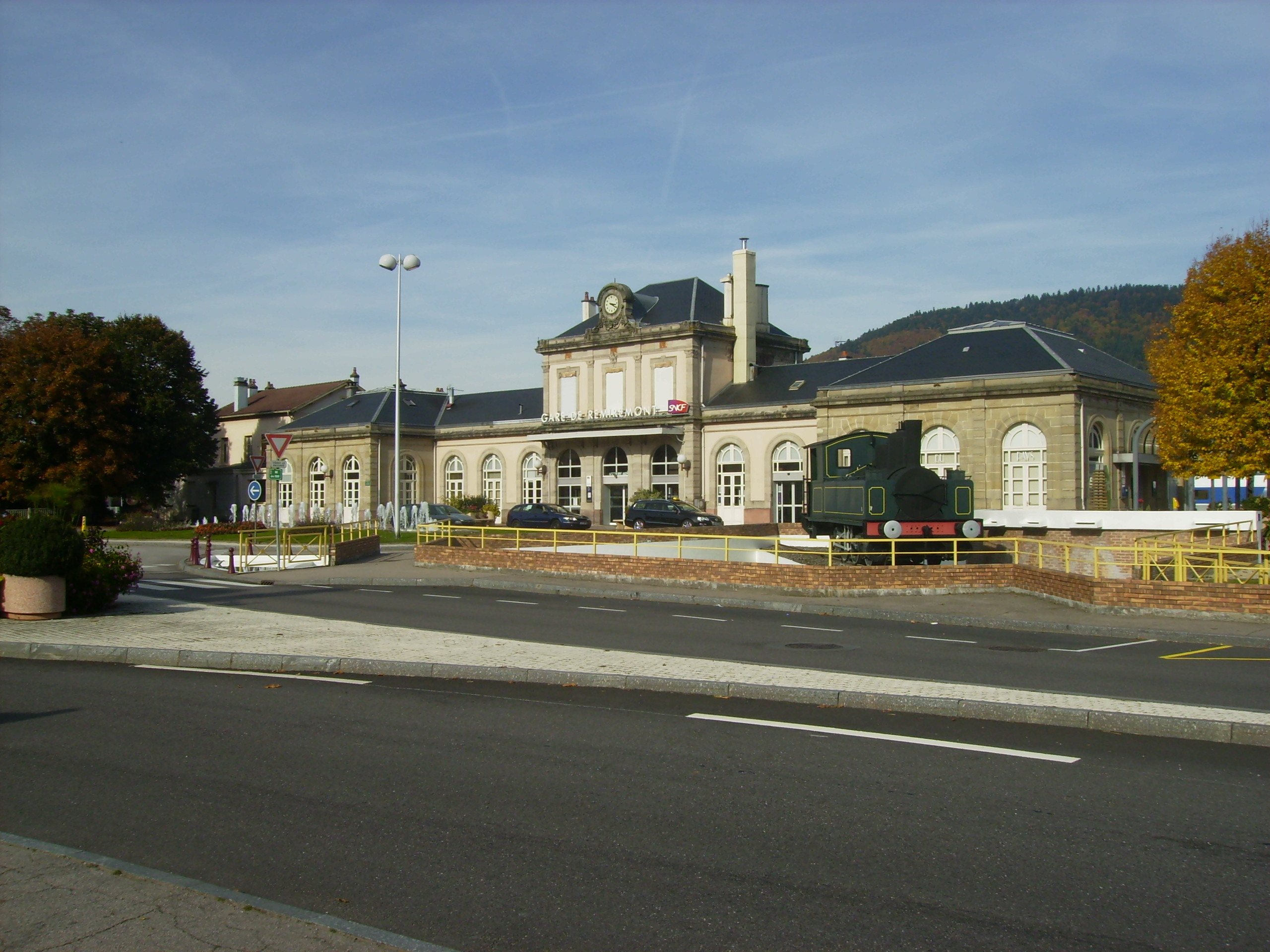
Place des Martyrs de la Résistance.

Le 24 novembre 1992, la gare routière est inaugurée juste à côté de la gare ferroviaire. Ainsi, la gare devient une gare bimodale qui permet un changement rapide entre le train et l'autocar. À cette occasion, la BB 26088 a reçu le blason de la ville.
Depuis 1993, une locomotive 030T Corpet-Louvet des Houillères des Cévennes datant de 1891 est installée devant la gare.
Une plaque placée au pied du deuxième poteau de caténaire de la voie B rappelle que ce poteau est le premier planté le 16 septembre 1995 par Christian Poncelet, alors sénateur-maire de la ville.
En 2004, la prévision de trafic pour 2008 est de 306 000 voyageurs par an. Cependant, le trafic TGV Est étant plus important que prévu, le trafic de gare devait être supérieur aux prévisions faites.
Le 23 mai 2005, les travaux d'électrification s'achèvent par la mise en service commerciale de trains électriques. La gare perd la voie B, et la voie C change de nom pour devenir la voie B. 
Le 18 juillet 2005, l'inauguration officielle de l'électrification des lignes vosgiennes (Ligne Blainville - Épinal, Ligne Épinal - Remiremont et Ligne Lunéville - Saint-Dié-des-Vosges) est faite en gare avec la présence de Christian Poncelet, Dominique Perben, Jean-Pierre Duport (président de RFF) et Louis Gallois. Les invités sont arrivés avec une rame TGV Réseau. Une plaque située contre le bâtiment voyageurs au niveau de la voie A rappelle cet événement. 
Le 10 juin 2007, le premier TGV part à 9 h 06 en direction de Paris-Est. À cette occasion, la gare a été entièrement rénovée et modernisée. Le hall a été rénové, le système d'information a été modernisé (sonorisation, télé affichage) et la vidéo-surveillance a été mise en place.
Depuis octobre 2007, la maison du Pays de Remiremont est ouverte pour accueillir les touristes dès leur descente du train pour les conseiller pour leur séjour. Elle a depuis été déplacée des locaux de la gare pour être installée dans les anciens locaux de la société cotonnière Géliot à Saint-Étienne-lès-Remiremont. La maison du vélo, installée à la gare de Remiremont, permet de louer des vélos durant les mois de juillet et août.
Le nouvel établissement d'hébergement pour personnes âgées dépendantes (EHPAD) du Châtelet a été bâti en 2015 sur l'ancien quai à bois inutilisé depuis la suppression du fret.

Une scène du film Marvin ou la Belle Education sorti en 2017 fut tournée dans cette gare, le personnage principal, encore adolescent, se rend à Epinal.

## Fréquentation
De 2015 à 2024, selon les estimations de la SNCF, la fréquentation annuelle de la gare s'élève aux nombres indiqués dans le tableau ci-dessous.
| Année                      | 2015    | 2016    | 2017    | 2018    | 2019    | 2020    | 2021    | 2022    | 2023    | 2024    |
| -------------------------- | ------- | ------- | ------- | ------- | ------- | ------- | ------- | ------- | ------- | ------- |
| Voyageurs                  | 266 804 | 250 668 | 263 246 | 242 731 | 272 473 | 170 067 | 222 601 | 319 312 | 363 176 | 360 999 |
| Voyageurs et non voyageurs | 333 505 | 313 336 | 329 057 | 303 414 | 340 591 | 212 584 | 278 252 | 399 140 | 453 970 | 451 249 |

## Service des voyageurs

### Accueil
La gare est ouverte du lundi au samedi de 5 h à 22 h 45 et pour les dimanches et jours de fêtes de 6 h à 22 h 45.

### Desserte

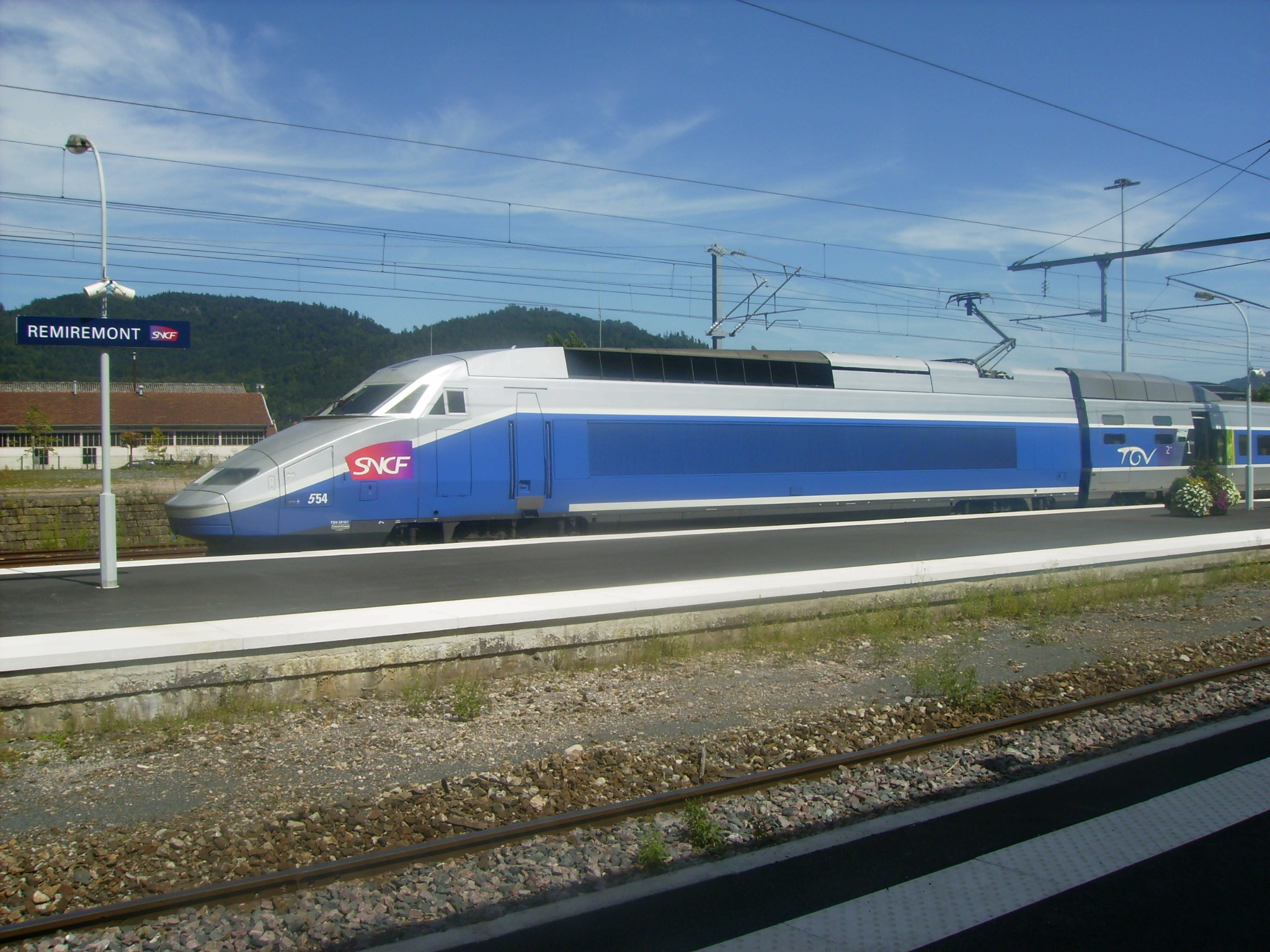
TGV Réseau en gare de Remiremont.

Depuis l'ouverture de la LGV Est européenne, Remiremont bénéficie de deux aller-retour par jour vers Paris en 2 h 40. Auparavant cette liaison était effectuée par un aller-retour en Intercités en plus de 4 h 15.
La liaison en TER vers Nancy permet de nombreuses correspondances vers Paris, Lyon, Metz, Luxembourg et Strasbourg. À Épinal, des correspondances vers Mirecourt et Belfort sont également possible.
En semaine, un aller vers Metz est proposé à 18h11.
Les liaisons en autocar vers Bussang et La Bresse sont la plupart du temps en correspondance avec les TGV venant de Paris et les TER venant de Nancy.
Pendant les week-ends de la période hivernale, le Ski Pass Vosges permet une liaison entre Luxembourg et les pistes de ski de La Bresse et Gérardmer. À Remiremont, les passagers descendent du train en provenance de Luxembourg pour prendre l'autocar vers les pistes de ski.

#### Lignes desservant la gare
- TGV Est
  - Ligne Paris Est - Nancy - Épinal - Remiremont (2 allers-retours quotidiens)
- TER Grand Est
  - Ligne 04 : Nancy - Épinal - Remiremont (prolongement au-delà de Nancy vers Metz avec certains trains, certifiée « NF service » par l'Afnor)
  - Ligne 08 : Remiremont - Bussang (par autocars)
  - Ligne 09 : Remiremont - La Bresse (par autocars)

#### Temps de parcours
| - TGV - Paris Est : 2 h 40 - Nancy Ville : 1 h 05 - Épinal : 20 min | - TER Lorraine - Nancy Ville : 1 h 25 - Épinal : 25 min - Bussang : 1 h - La Bresse : 1 h |

### Correspondances
La gare routière de la ville est située au bout de la voie A, ce qui permet une bonne correspondances entre le train et l'autocar.
La gare est desservie par plusieurs lignes inter-urbaines de la Connex Vosges qui permettent de se rendre dans les villes des hautes vallées de la Moselle (Le Thillot, Bussang), de la Moselotte (La Bresse) et de la Cleurie (Gérardmer) ainsi que les villes proches de Remiremont : 
| Ligne | Parcours                                                   |
| ----- | ---------------------------------------------------------- |
| 1     | Épinal ↔ Remiremont ↔ Gérardmer ↔ Colmar                   |
| 2     | Épinal ↔ Remiremont ↔ Bussang ↔ Thann                      |
| 3     | Épinal ↔ Remiremont ↔ La Bresse / Ventron                  |
| 6     | Épinal ↔ Remiremont ↔ Plombières-les-Bains ↔ Le Val-d'Ajol |
| 10    | Remiremont ↔ Basse-sur-le-Rupt ↔ Gérardmer                 |

La ligne Mobigo LR611 (anciennement ligne saônoise 13) permet des correspondances vers Luxeuil-les-Bains dans le département de la Haute-Saône.

## Galerie de photographies

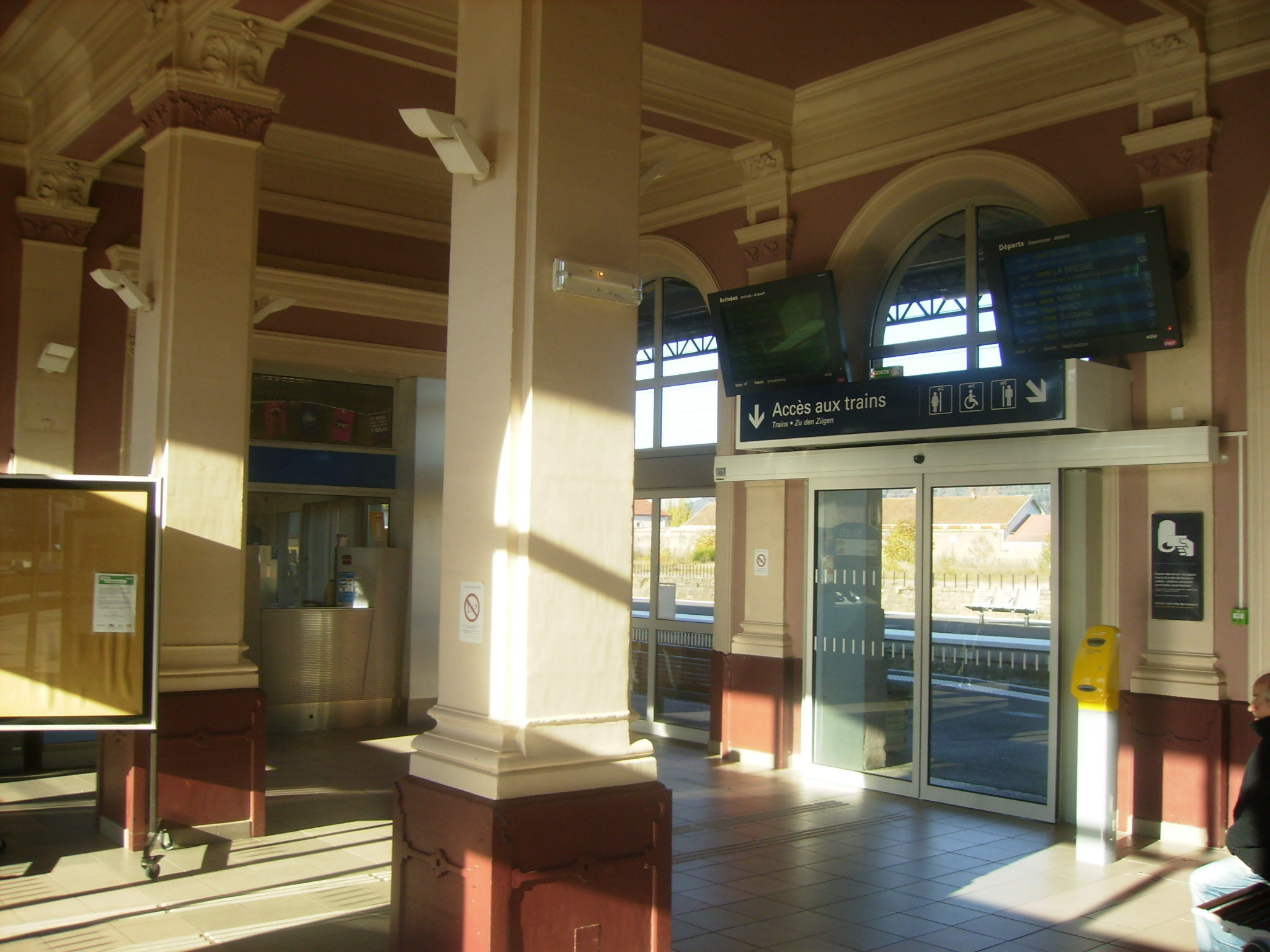
Hall de la gare.
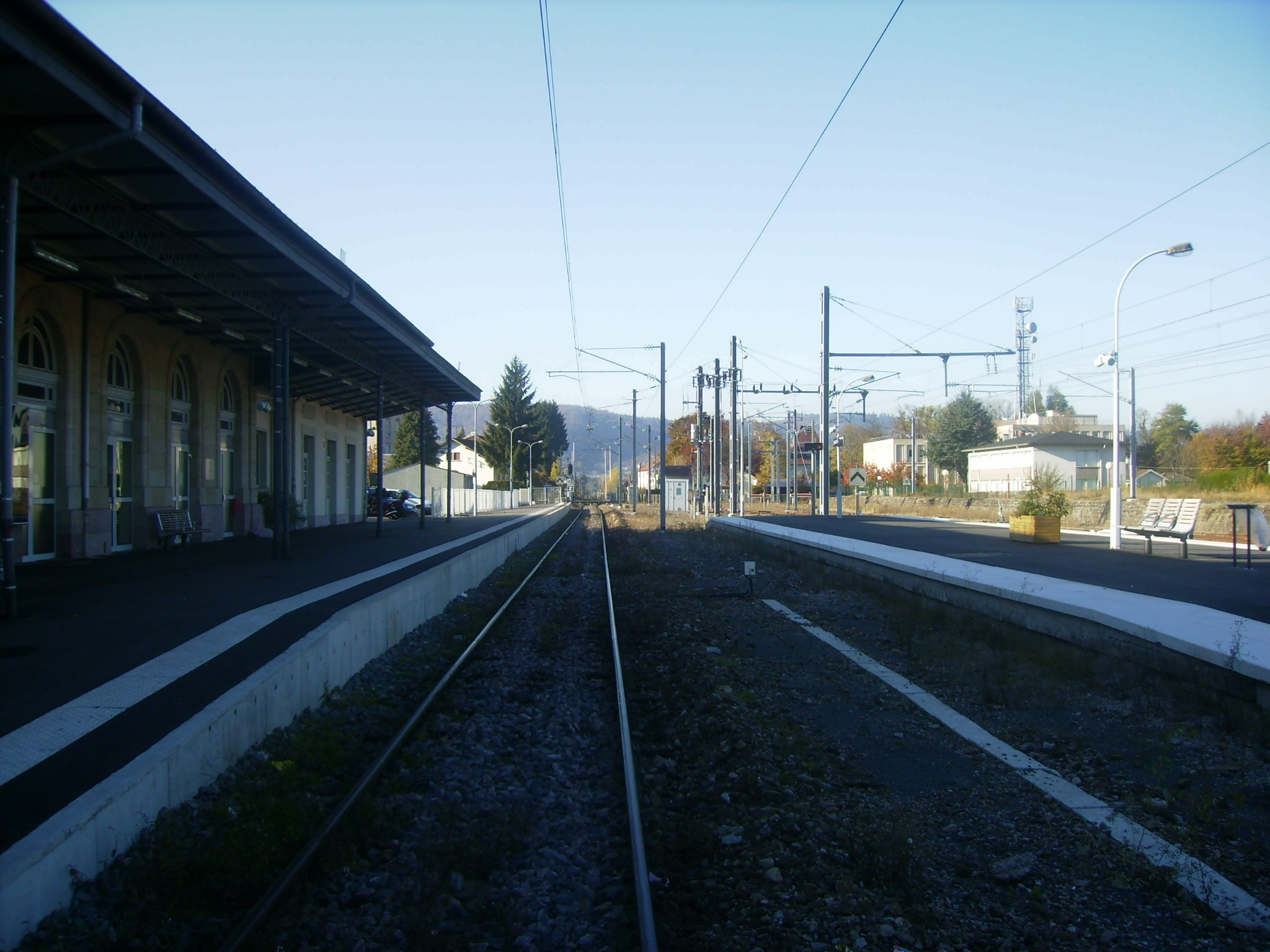
Direction Nancy.
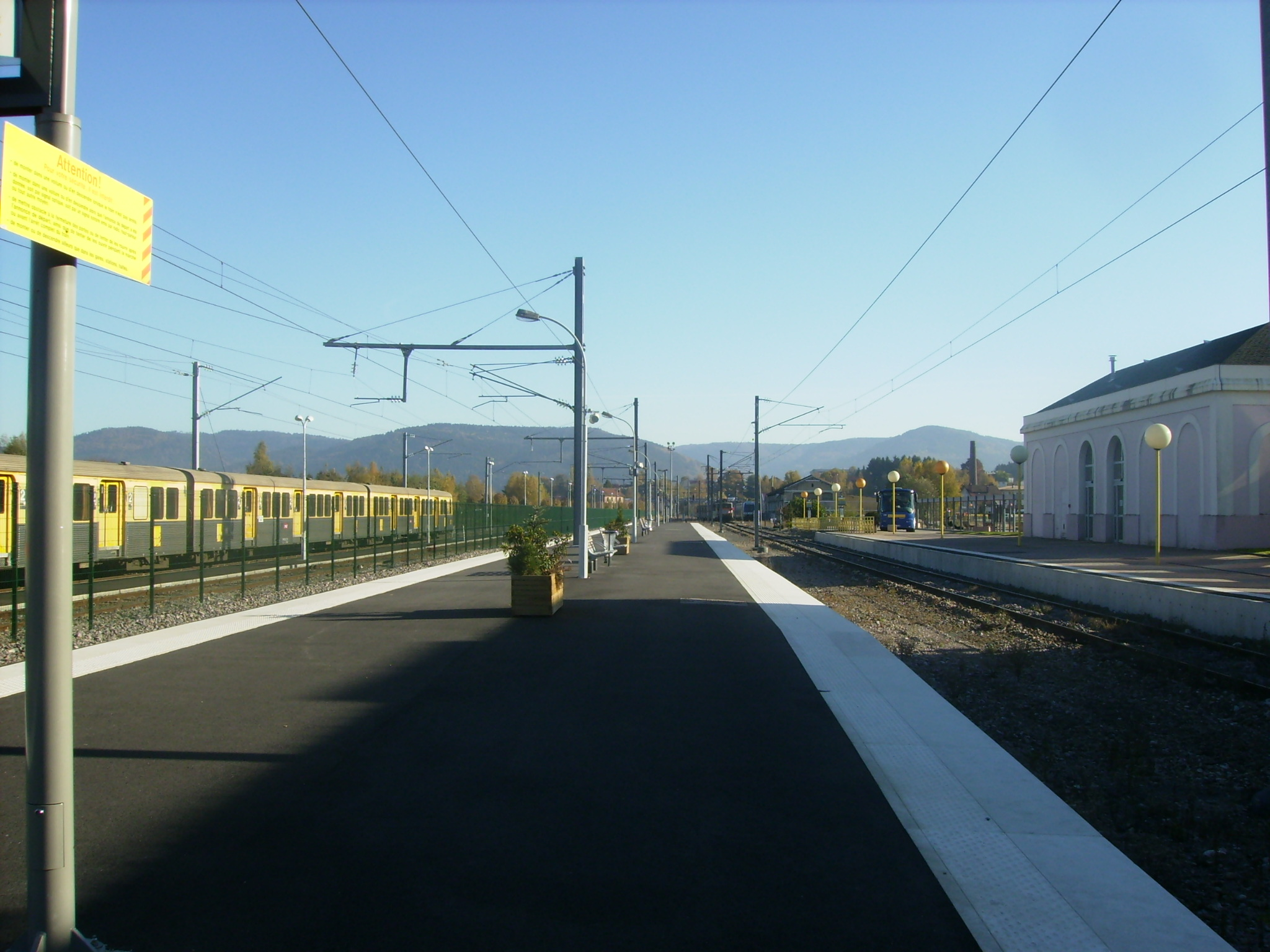
Voie B.
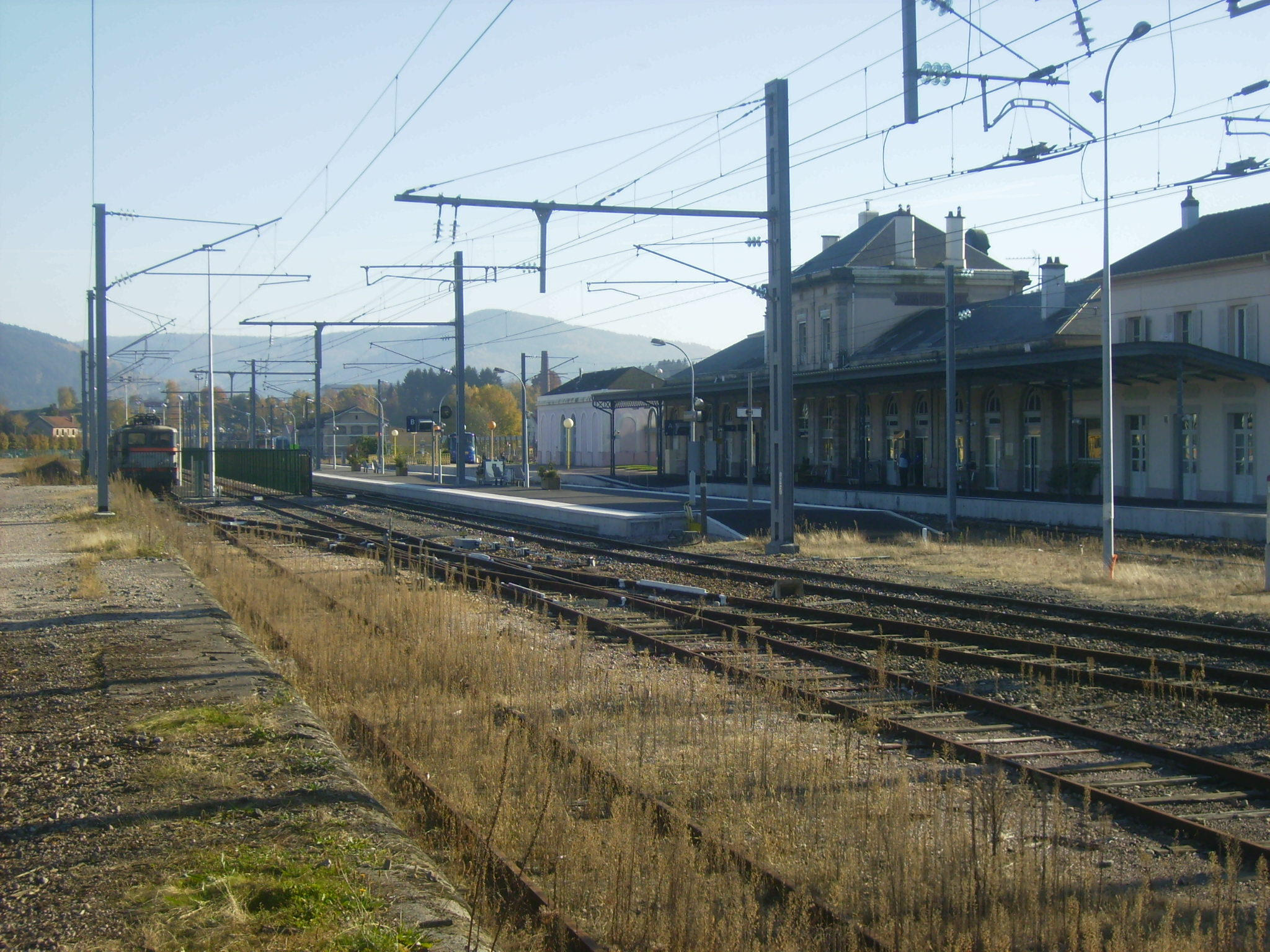
Côté voies.